# Chokurdakh

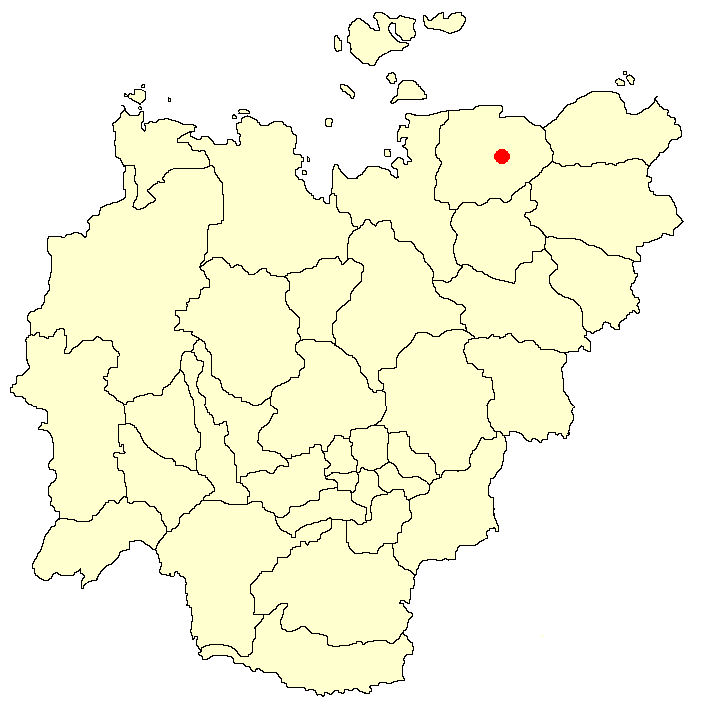
Localização de Chokurdakh.

Chokurdakh (russo: Чокурдах) é um assentamento na república da Iacútia, na Rússia. O rio Indigirka flui pelo assentamento. Tem uma população de 2.367 habitantes, conforme o Censo de 2010.
Chokurdakh tem um aeroporto chamado Aeroporto Chokurdakh, um dos mais setentrionais do país.